# Bärenfalle (Landevorrichtung)

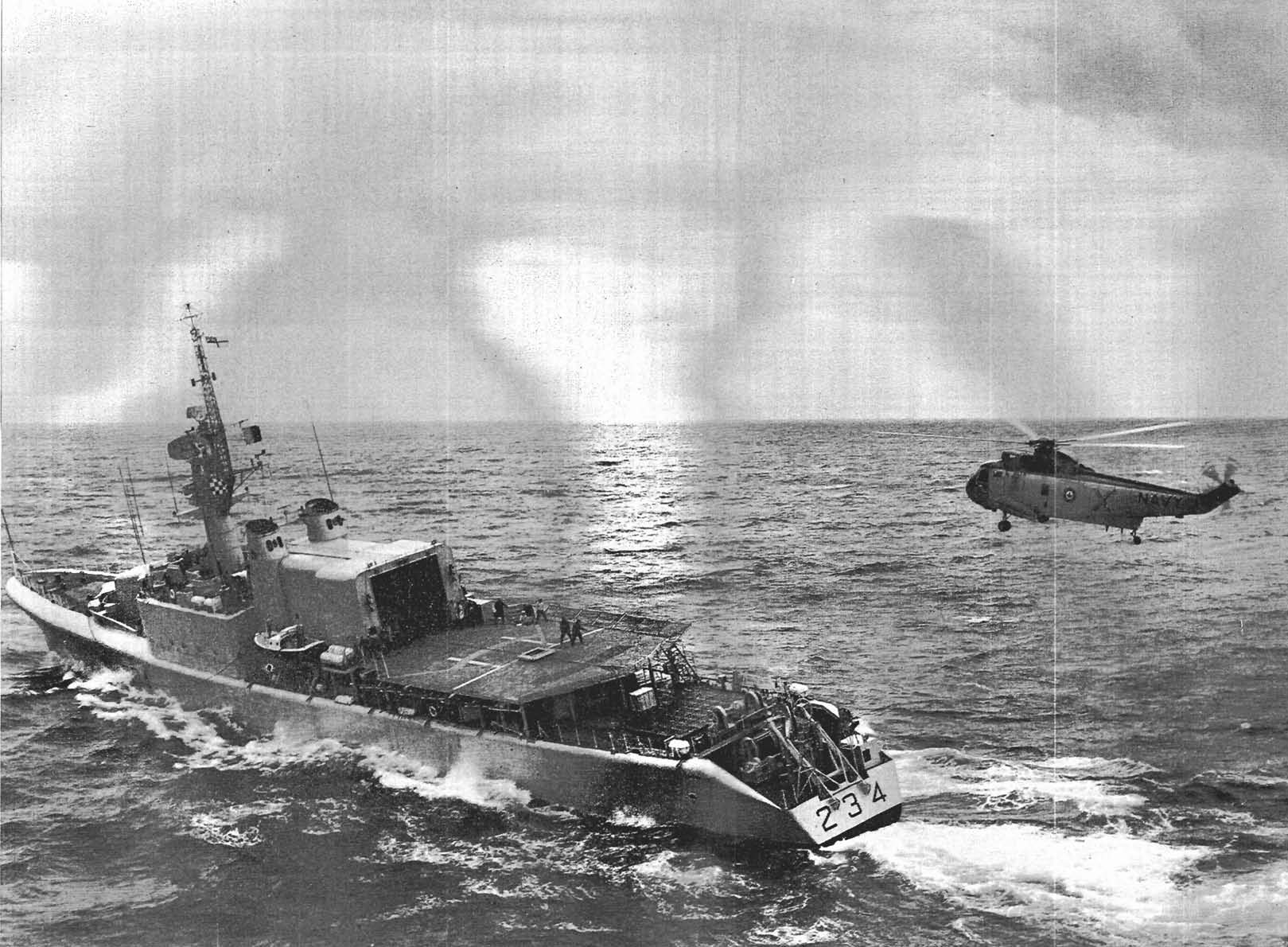
Sea-King-Hubschrauber bei der Landung auf HMCS Assiniboine (DDH 234); die Bärenfalle ist das kleine Rechteck auf dem Flugdeck.

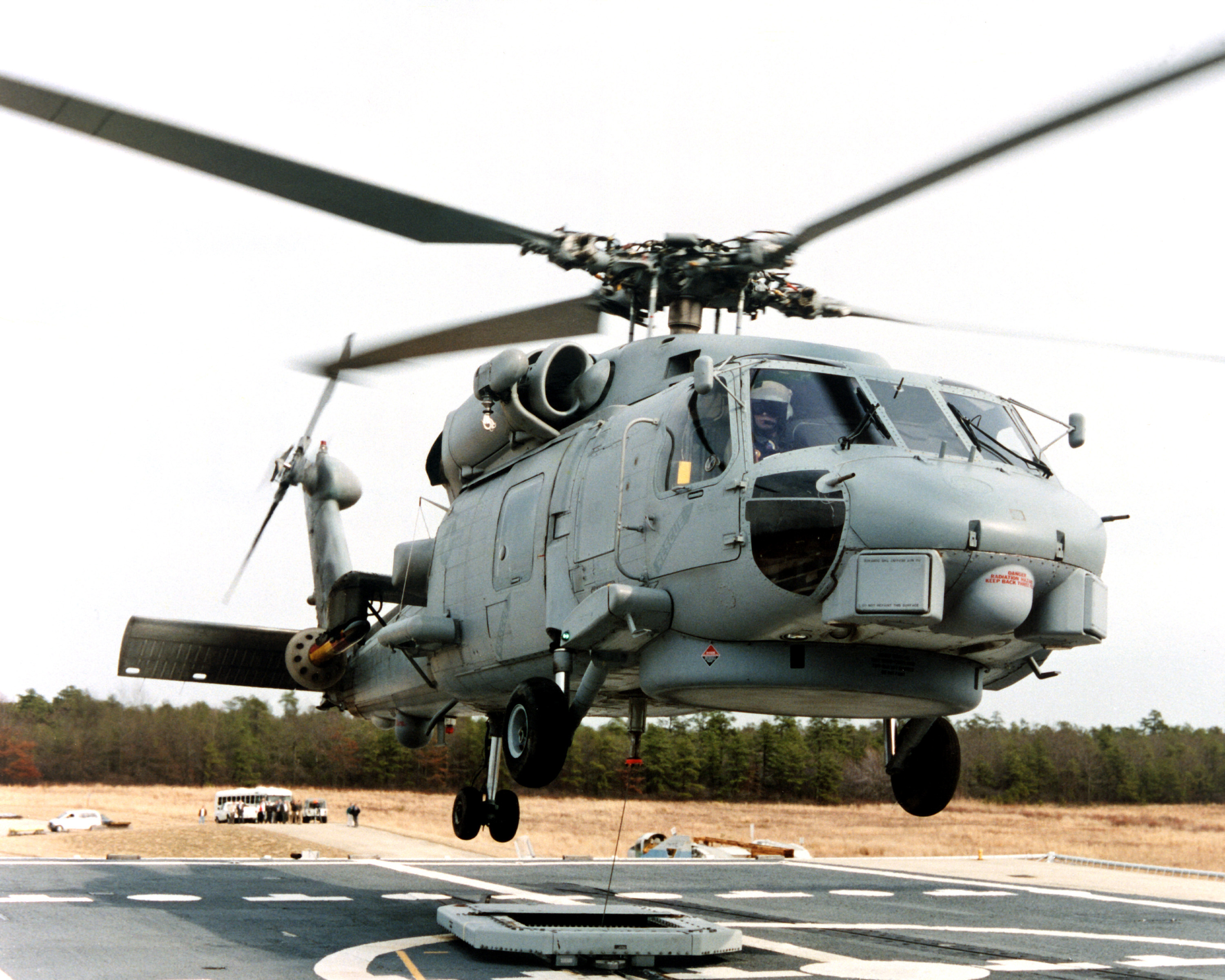
Recover-assist-Landung eines SH-60B Sea Hawk mit RAST-System

Ein Hubschrauber-Niederhol- und -schnellbefestigungssystem oder Bärenfalle ermöglicht es Hubschraubern, bei vielen verschiedenen Wetterbedingungen auf kleineren Schiffen zu landen und von solchen zu starten. Ähnliche Systeme werden als RAST bzw. TRIGON bezeichnet.
Die Bärenfalle wurde entwickelt als Antwort auf die Schwierigkeiten, die mit dem Versuch einhergingen, mit größeren Hubschraubern auf kleineren Schiffen zu landen. Erst als diese Gefahr wirksam angegangen wurde, erschien es praktikabel, solche Operationen durchzuführen, weshalb viele Marinen verschiedene Methoden untersuchten, mit denen Landungen auf Schiffen unter widrigen Bedingungen erleichtert werden könnten. In den späten 1950er-Jahren rüstete die Royal Canadian Navy die Fregatte HMCS Buckingham mit einem experimentellen Flugdeck samt Bärenfalle-Prototyp um; dieser wurde mit Hubschraubern der Typen Sikorsky HO4S-3 und Sikorsky H-34 erfolgreich getestet. Eine zweite Testserie an Bord der HMCS Assiniboine (DDH 234) in den frühen bis mittleren 1960ern führte dazu, dass die Bärenfalle im April 1967 zum Einsatz bei der Royal Canadian Navy freigegeben wurde. Der Sikorsky CH-124 Sea King war der erste kanadische Hubschrauber, mit dem dieses Landungssystem operativ eingesetzt wurde.
Weitere Marinen führten diese bzw. ähnliche Technologien prompt ein. Nach den positiven Erfahrungen, die die Royal Canadian Navy gemacht hatte, adoptierten die Royal Navy und die United States Navy das System schnell. Es wird nicht nur mit Hubschraubern benutzt, sondern auch für die Rückholung unbemannter Luftfahrzeuge. Bis ins einundzwanzigste Jahrhundert ist es auch weiterhin in routinemäßigem Einsatz, weitgehend unverändert seit seiner ursprünglichen Entwicklung.

## Geschichte
Mitte der 1950er Jahre waren viele Marinen weltweit dabei, vom Schiff aus startende Allwetterhubschrauber einzuführen, die für verschiedene Funktionen von logistischer Unterstützung bis zur Kriegsführung gegen U-Boote eingesetzt wurden. Ein häufig auftretendes Problem jedoch war der Mangel an praktischen Möglichkeiten, mit Hubschraubern, insbesondere größeren, wieder auf dem Flugdeck eines rollenden oder stampfenden Schiffes zu landen. Solch ungünstige Bewegungen waren besonders schlimm bei Schlechtwetterbedingungen und beim Versuch, auf kleineren Schiffen zu landen. Obwohl Querstabilisatoren und andere Maßnahmen bald regelmäßig auf neuen sowie alten Schiffen installiert wurden, beseitigte dieser Ansatz das Problem nicht, sondern brachte nur eine gewisse Entschärfung. Damals hielten manche den Einsatz großer Hubschrauber auf diese Weise für schlicht unpraktisch, unter welchen Bedingungen auch immer.

## Niederholsystem
Ab den 1950er Jahren untersuchte die Royal Canadian Navy, die in ihren frühen Hubschraubereinsätzen mit der Schwierigkeit konfrontiert worden war, neue Methoden zur Lösung des Problems. Die Versuchsstaffel Nr. 10 der Marine (VX 10), in Shearwater stationiert, führte die praktischen Arbeiten durch, die mit dieser Initiative verbunden waren. In früherer Arbeit war die Fregatte HMCS Buckingham mit einem kompakten experimentellen Flugdeck aufgerüstet worden. Im Anschluss wurde auch eine Serie erfolgreicher Flugtests durchgeführt, zunächst mit einem Sikorsky-HO4S-3-Hubschrauber und später mit einem der größeren Sikorsky H-34. Auf der Basis dieser Tests bekam der Einsatz von Hubschraubern von kanadischen Zerstörern aus seine erste Genehmigung.
Die erste Version der Bärenfalle, wie sie auf der HMCS Buckingham installiert worden war, wurde vom in Dartmouth ansässigen Unternehmen Fairey Aviation hergestellt. Diese neu gestaltete Vorrichtung wurde zunächst auf der HMCS Assiniboine (DDH 234) im Laufe eines 1962 und 1963 durchgeführten Umbaus installiert. Spät im Jahre 1963 begannen Tests mit einem neu erworbenen Sikorsky CH-124 Sea King; im darauffolgenden Jahr, nach Abschluss der Tagestests, wurde das neue System, das keinerlei manuelle Arbeit mehr mit dem Hubschrauber auf Deck vorsah, bzw. um ihn in den Hangar hinein oder aus ihm herauszubugsieren, als Erfolg gewertet. Eines der frühen Probleme, das gelegentlich auftauchte, aber schnell gelöst wurde, war das Reißen des Kabels. Somit hatte der Dienst das erste Hubschrauber-Niederhol- und -schnellbefestigungssystem – oder Bärenfalle.
Im April 1967 wurde die Bärenfalle für den Einsatz freigegeben, nachdem sie sich sowohl für den Tag- als auch für den Nachtbetrieb bis zu Rollwinkeln von 30 Grad und Stampfwinkeln von 9 Grad bis Seegang 6 bewährt hatte. ausgerüstet.
Daraufhin wurde die Bärenfalle von zahlreichen Marinen weltweit übernommen, darunter die der Vereinigten Staaten, des Vereinigten Königreichs, Australiens und Japans. Manche Marinen bezeichnen das System als Recovery Assist, Secure and Travers (RAST). beziehungsweise TRIGON. Auch wenn andere Marinen verschiedene Hubschraubertypen an Bord ihrer Geleitschiffe betrieben haben, kommt immer ein weitgehend ähnliches System zum Einsatz. Dieses sieht eine Sonde oder eine Art Wurfanker vor, der an einem Stahlseil in ein Gitter auf dem Flugdeck heruntergelassen wird, damit der Hubschrauber sich dann mittels einer Winde nach unten absenken kann, während er am Deck eines stampfenden Schiffes bei schwerer See befestigt ist. Im einundzwanzigsten Jahrhundert befindet sich die Bärenfalle nach wie vor in weit verbreiteter Anwendung. Das System wird auch bei der Landung unbemannter Luftfahrzeuge eingesetzt.

## Funktion
Der typische Einsatz der Bärenfalle sieht vor, dass der Hubschrauber über dem Landeplatz auf Deck schwebt und ein Kabel mit einer Sonde am Ende herablässt. Die Deckmannschaft befestigt diese Sonde an ein schwereres Kabel, das von einer Winde unterhalb des Flugdecks durch die Mitte der Bärenfalle verläuft. Das Kabel wird wieder hochgezogen und an den Hubschrauber befestigt. Der Pilot erhöht die Leistung, um die Zugkraft der Winde auszugleichen, indem sich der Hubschrauber anhebt. Dieses Manöver synchronisiert den Hubschrauber mit den Bewegungen des Schiffes und bringt ihn in die als ‚high hover‘ bezeichnete Position. Während der Pilot die Leistung dann wieder herunterfährt, wird der Hubschrauber allmählich von der Winde in die ‚low hover‘ Position gerade oberhalb des Decks heruntergezogen. Dabei bleibt er weiterhin synchronisiert mit den Bewegungen des Schiffes.
Die durch die Winde ausgeübte Zugkraft unterliegt der direkten Aufsicht des Landungssicherheitsoffiziers (LSO), der – den momentanen Bedingungen entsprechend – den Hubschrauber per Befehl schneller oder langsamer sinken lassen kann. Permanente Spannung am Kabel wird mittels eines sich automatisch selbst regelnden Hydrauliksystems aufrechterhalten, das mit einer Reihe hochsensibler Spannungssensoren sowie einem Stoßdämpfungssystem verbunden ist. Das System beinhaltet auch Notlaufvorrichtungen. Wenn der LSO feststellt, dass ein relativ ruhiger Augenblick bevorsteht, weist er den Piloten an, zu landen. Die Bärenfalle wird dann ‚geschlossen‘, um die Hauptsonde des Hubschraubers zu greifen und das Fluggerät somit an Deck festzuhalten. Indes wird das Heck mittels einer zweiten Sonde gesichert. Eine typische Landung mittels Bärenfalle dauert fünf Minuten vom Anflug bis zur vollständigen Sicherung des Hubschraubers auf Deck.
Ist der Hubschrauber einmal befestigt und geradegerichtet, wird der Einsatz der Bärenfalle fortgesetzt, um das Fluggerät in den Hangar bzw. aus ihm wieder heraus zu befördern. Ein Vorteil dieser Vorrichtung ist, dass sie die Beförderung in den Hangar hinein bzw. wieder heraus unter schwereren Bedingungen ermöglicht, als es der Fall wäre, wenn der Hubschrauber auf herkömmliche Art bugsiert würde. Tatsächlich stellt das herkömmliche Deckhandling eines gelandeten Hubschraubers ein gewisses Risiko dar, weil es dem manuellen Handling sowohl an Geschwindigkeit als auch an Durchgängigkeit fehlt. Dies hatte zur Folge, dass ein Hubschrauber von Bord fallen konnte. Die Bärenfalle hat dieses Risiko erheblich reduziert.